# Tabanus machadoi
Tabanus machadoi är en tvåvingeart som beskrevs av Travassos Dias 1964. Tabanus machadoi ingår i släktet Tabanus och familjen bromsar.
Artens utbredningsområde är Angola. Inga underarter finns listade i Catalogue of Life.